# Opogona salpictes
Opogona salpictes är en fjärilsart som beskrevs av Diakonoff 1955. Opogona salpictes ingår i släktet Opogona och familjen äkta malar. Inga underarter finns listade i Catalogue of Life.